# Sopje
Sopje (Hongaars: Szópia of Szopje) is een gemeente in de Kroatische provincie Virovitica-Podravina.
Sopje telt 2750 inwoners (2001).

## Plaatsen in de gemeente
Gornje Predrijevo, Grabić, Josipovo, Kapinci, Nova Šarovka, Novaki, Sopjanska Greda, Sopje, Španat, Vaška, višnjica
Steden (gradovi): Virovitica · Orahovica · Slatina

Gemeenten (općine): Crnac · Čačinci · Čađavica · Gradina · Lukač · Mikleuš · Nova Bukovica · Pitomača · Sopje · Suhopolje · Špišić Bukovica · Voćin · Zdenci